# Леордоая (Каларашский район)
Леордоа́я (рум. Leordoaia, Леордова) — село в Каларашском районе Молдавии. Наряду с сёлами Хыржаука, Мындра и Паланка входит в состав коммуны Хыржаука.

## География
Село расположено на высоте 234 метров над уровнем моря.

## Население
По данным переписи населения 2004 года, в селе Леордоая проживает 371 человек (189 мужчин, 182 женщины).
Этнический состав села:
| Национальность | Число жителей | Процентный состав |
| -------------- | ------------- | ----------------- |
| молдаване      | 334           | 90.03             |
| украинцы       | 24            | 6.47              |
| румыны         | 7             | 1.89              |
| русские        | 6             | 1.62              |
| Всего          | 371           | 100 %             |